# 대한민국 방송통신심의위원회
방송통신심의위원회(放送通信審議委員會, Korea Communications Standards Commission)는 방송의 공공성 및 공정성을 보장하고 정보 통신의 건전한 문화를 창달하며, 올바른 이용 환경을 조성하기 위해 설립된 대한민국의 기관으로 독립적으로 업무를 수행하는 민간독립기구다.

## 설립 근거
- 방송통신위원회의 설치 및 운영에 관한 법률 제18조[1]

## 조직
「방송통신위원회의 설치 및 운영에 관한 법률」에 따라 대통령이 위촉한 9명의 심의위원으로 구성한다. 이 가운데 3명은 국회의장이 국회 각 교섭 단체 대표위원과 협의하여 추천한 사람을 위촉하고 3명은 대한민국 국회의 소관 상임위원회에서 추천한 사람을 위촉한다. 심의위원장 1명과 부위원장 1명을 포함한 3명을 상임으로 하고 상임위원 3명은 호선(互選)한다. 심의위원의 임기는 3년이며, 1회에 한하여 연임할 수 있다.
소위원회
- 방송심의소위원회
- 광고심의소위원회
- 통신심의소위원회
- 디지털성범죄정보심의소위원회

특별위원회
- 방송자문특별위원회
- 광고자문특별위원회
- 방송언어특별위원회
- 통신자문특별위원회
- 권익보호특별위원회

## 위원
역대 방송통신심의위원장
| 기수구분 | 이름   | 임기                              | 주요 경력                        |
| -------- | ------ | --------------------------------- | -------------------------------- |
| 제1기    | 박명진 | 2008년 5월 15일 ~ 2009년 7월 31일 | 서울대학교 언론정보학과 명예교수 |
| 제1기    | 이진강 | 2009년 8월 7일 ~ 2011년 4월 16일  | 변호사(검사 출신)                |
| 제2기    | 박만   | 2011년 5월 9일 ~ 2014년 5월 8일   | 변호사(검사 출신)                |
| 제3기    | 박효종 | 2014년 6월 13일 ~ 2017년 6월 12일 | 서울대학교 윤리교육과 교수       |
| 제4기    | 강상현 | 2018년 1월 30일 ~ 2021년 1월 29일 | 연세대학교 언론홍보영상학부 교수 |
| 제5기    | 정연주 | 2021년 8월 9일 ~ 2023년 8월 17일  | 제9대 건양대학교 총장            |
| 제5·6기  | 류희림 | 2023년 9월 8일 ~ 2025년 6월 4일   | 미디어연대 공동대표              |

## 위치
서울특별시 양천구 목동동로 233 (목동)에 위치한 방송회관 건물 안에 있다.

## 역할
방송통신심의위원회는 방송의 공정성과 공공성을 심의하기 위해 방송심의에 관한 규정을 제정·공표하여야 한다. (방송법 제33조 제1항) 심의규정에는 헌법의 민주적 기본질서의 유지와 인권존중에 관한 사항 등을 포함하여야 한다.(제2항)

## 주요 활동
- 2008년 7월 1일 다음의 광고불매운동 게시글에 대해 해당정보의 삭제의 시정조치를 내렸다.[7]

- 2008년 7월 17일 PD수첩에 대해 미국산 쇠고기 방송분에 대해서 시청자 사과 결정을 내렸다.[8]

- 2012년 2월 18일 네이버와 다음의 웹툰 작가에게 24개 웹툰의 청소년 유해매체물 결정 심의 사실을 통지하였다.[9]

## 심의 논란
방송통신심의위원회는 이명박 정부 이후, 정부를 비판하는 방송 프로그램들에 대해 잇따라 법정제재를 내려 정치적 심의라는 논란을 초래했다. 그러한 법정제재는 주로 정부 여당 추천 인사들이 주도하여 이루어졌고, 이들 법정제재 조치는 이후 법원에서 취소 판결을 받고 있다. 다음은 정치적 심의 논란을 불러 일으킨 제재 조치들과 그에 대한 소송 결과들이다.
| 대상 프로그램          | 제재 내용 | 찬성 위원                                    | 소수 의견                                        | 소송 결과      | 비고             |
| ---------------------- | --------- | -------------------------------------------- | ------------------------------------------------ | -------------- | ---------------- |
| KBS 추적60분 천안함 편 | 경고      | 이진강, 전용진, 권혁부, 김유정, 이재진       | 엄주웅(반대), 백미숙(반대)                       | 경고 처분 취소 | 2심              |
| CBS 김미화의 여러분    | 주의      | 박만, 엄광석, 권혁부, 구종상, 최찬묵, 박성희 | 김택곤(의견제시), 장낙인(권고), 박경신(문제없음) | 주의 처분 취소 | 대법원 확정 판결 |

### KBS 추적60분 천안함 편에 대한 경고 처분과 취소 판결
방송통신심의위원회는 2010년 11월 17일 KBS 시사교양본부가 제작한 '추적60분-의문의 천안함, 논쟁은 끝났나' 방송분에 대해 "공정성·객관성을 지키지 않았다"며 이듬해 1월 경고 처분하였다. 이 사건 방송분은 천안함 침몰을 다루면서 국내외 전문가로 구성된 민·군 합동조사단의 발표와 관련해 ▲'스크루 변형' 조사 주체가 부정확하게 표현됐고 ▲합동조사단이 발표한 폭발원점 역시 의문이 있으며 ▲천안함 선체에서 발견된 흡착물질에 관해 추가적인 분석이 필요하다는 내용 등을 다뤘다. 이에 대해 위원 이진강, 전용진, 권혁부, 김유정, 이재진, 권오창은 경고 처분을 해야 한다는 데 의견이 일치되었으며, 위원 엄주웅과 백미숙은 공정성과 객관성 의무를 위반하지 않았다고 보아서, 결과적으로 경고 처분이 내려지게 되었다. KBS 시사교양본부가 이후 처분에 불복해 재심을 청구했으나 재심에서도 방통위가 역시 경고 처분을 내리자 2011년 3월 서울행정법원에 제재조치 처분 취소 소송을 냈다. 이에 대해 법원은, 2014년 6월 13일 원고 승소 판결했다. 재판부는 "추적60분은 사건 쟁점의 이면을 적극적으로 파헤치려는 탐사보도 프로그램"이라며 "선거방송이나 뉴스보도·토론방송 등과 동일한 기준에서 공정성과 균형성을 요구할 수는 없다"고 전제하고, 이어 "천안함 사건처럼 전 국민의 관심이 집중되는 사건은 정부의 작은 실수나 진술 번복이 불신을 초래할 수 있다"며 "구체적인 사실에 관한 확인과 함께 정확한 설명을 구하는 것은 언론으로서 할 수 있는 정당한 지적"이라고 판시했다. 재판부는 또한 "탐사보도의 특성상 해당 방송이 공정성·객관성을 상실하지 않았고 합동조사단 측에 해명과 반론의 기회도 제공했기 때문에 균형성도 상실하지 않았다"고 판단했다.

### CBS 김미화의 여러분에 대한 주의 처분과 취소 판결
김미화의 여러분은 2012년 1월 5일자 방송에서 선대인 경제전략연구소장과 우석훈 성공회대 교수 등이 출연하여, 금융, 축산, 부동산 분야에 대한 정부의 정책을 비판했다. 방송통신심의위원회는, 2012년 3월 8일 CBS가 객관성과 공정성을 상실했다며 법정제재인 '주의' 처분을 내렸다. 위원 박만, 권혁부, 엄광석, 구종상, 최찬묵, 박성희가 주의 의견을, 김택곤이 의견제시, 장낙인이 권고, 박경신이 문제없음 의견을 각각 제시했다. 방통위의 주의 처분에 대해 CBS는 "같은 프로그램에서 서규용 농림수산식품부 장관을 출연시키고, 정부에 대한 비판도 여론과 동떨어지지 않은 사실에 기초했다"며 재심을 청구했으나 받아들여지지 않자 재심결정 취소 청구 소송을 냈고, 1·2, 3심에서 모두 승소했다. 1심 재판부는 “해당 시사프로그램은 뉴스보다 해설, 논평에 가깝고 그 내용이 공정성을 잃었다고 보기 어렵다”고 판결했고, 8일 항소심 재판부도 “방송이 객관성을 상실했다고 보기 어렵다”며 CBS의 손을 들어줬다. 방통위는 대법원에 상고했으나 대법원에서도 방통위의 상고를 기각하면서, CBS측의 승소가 확정되었다.

## 인터넷 검열
방송통신심의위원회는 한국을 넘어 1세계 국가들 중 최악의 검열기구로 평가받게 하는 가장 큰 원인이다.
방송통신심의위원회는 유해성이 짙다고 판단한 사이트에 국민들이 접속하지 못하도록 특정 사이트로 우회시키는 방식의 인터넷 검열을 실시하고 있으며, 이에 관하여 많은 논란이 있음에도 불구하고 계속적으로 시행되고 있다. 심의위원회에서는 음란물이나 도박에 관련된 사이트를 위주로 완전한 차단을 시행하고 있다.
이에 따라 ONI에서는 대한민국을 '상당한 검열 국가'로 분류한 바 있으며, 국경없는 기자회 측이 발표한 《인터넷의 적》에서 '감시 중인 국가'로 분류되었다.
2019년 2월 HTTPS를 통한 우회접속도 검열 대상에 포함하는 방안이 발표·실시되자 더 큰 논란이 일게 되었다. 이에 따르면 본래 방송통신심의위원회에서 막지 못하던 국민들의 HTTPS 접속을 막기 위하여 암호화의 인증 과정에서 주고받게 되는 SNI 패킷을 보고 웹사이트 접속을 차단하는 검열방식을 채택하게 되었으며, 명목은 저작권 보호 및 유해물 원천 봉쇄이다. 방통위는 895개의 사이트에 대한 접속을 차단할 것을 통신사들에 명령하고 있으며, 위원회가 지정한 '유해 사이트'는 지속적으로 늘어나고 있다.

## 같이 보기
- 대한민국의 검열
- 대한민국 방송통신위원회